# Pepperoni
Le pepperoni ou peppéroni est une variété de saucisson d’origine américaine faite d’un mélange séché de porc et de bœuf assaisonné de paprika ou d’un autre piment,.
Le pepperoni est généralement doux, légèrement fumé et de couleur rouge vif. Le pepperoni tranché finement est une garniture de pizza populaire aux États-Unis et au Canada.

## Étymologie
Le terme « pepperoni » est un emprunt de peperoni, le pluriel de peperone, le mot italien pour désigner le poivron. La première utilisation du mot « pepperoni » pour désigner une saucisse date de 1919. En italien, le mot peperoncino fait référence aux poivrons épicés.

## Histoire
Le pepperoni, création italo-américaine, est un saucisson sec, présentant des similitudes avec les salamis épicés d’Italie méridionale comme le salsiccia et la soppressata. Les principales différences sont que le pepperoni a un grain plus fin (semblable au salami sans épices de Milan), qu’il est généralement plus doux et que sa production se fait généralement avec un boyau artificiel. Le pepperoni est produit en grande quantité pour répondre à une grande demande.

## Production
Le pepperoni est généralement créé à partir d’un mélange de porc et de bœuf. La viande de dinde est également couramment utilisée comme substitut, mais l’utilisation de la volaille dans le pepperoni doit être clairement identifiée aux États-Unis.
La conservation avec des nitrates ou des nitrites (généralement utilisés aujourd’hui pour se protéger contre le botulisme et d’autres formes de décomposition microbiologique) contribue également à la couleur rougeâtre du pepperoni, lors de la réaction avec l’hème de la myoglobine des composants protéiniques de la viande.

## Utilisation
Selon les Convenience Store Decisions, les Américains consomment 114,2 millions de kilos de pepperoni par an sur 36 % de toutes les pizzas produites à l’échelle nationale. Le pepperoni tend à se recroqueviller sur les bords des pizzas lors de son passage au four ; certains pepperoni sont produits en tranches plus épaisses conduisant alors à un enroulement voulu des bords.
Le pepperoni est également utilisé comme garniture du rouleau de pepperoni, un plat populaire en Virginie occidentale et dans les régions voisines.

Dans la province canadienne de Nouvelle-Écosse, le pepperoni frit servi seul, généralement avec une trempette au miel et à la moutarde, est un plat servi généralement dans les pubs,.

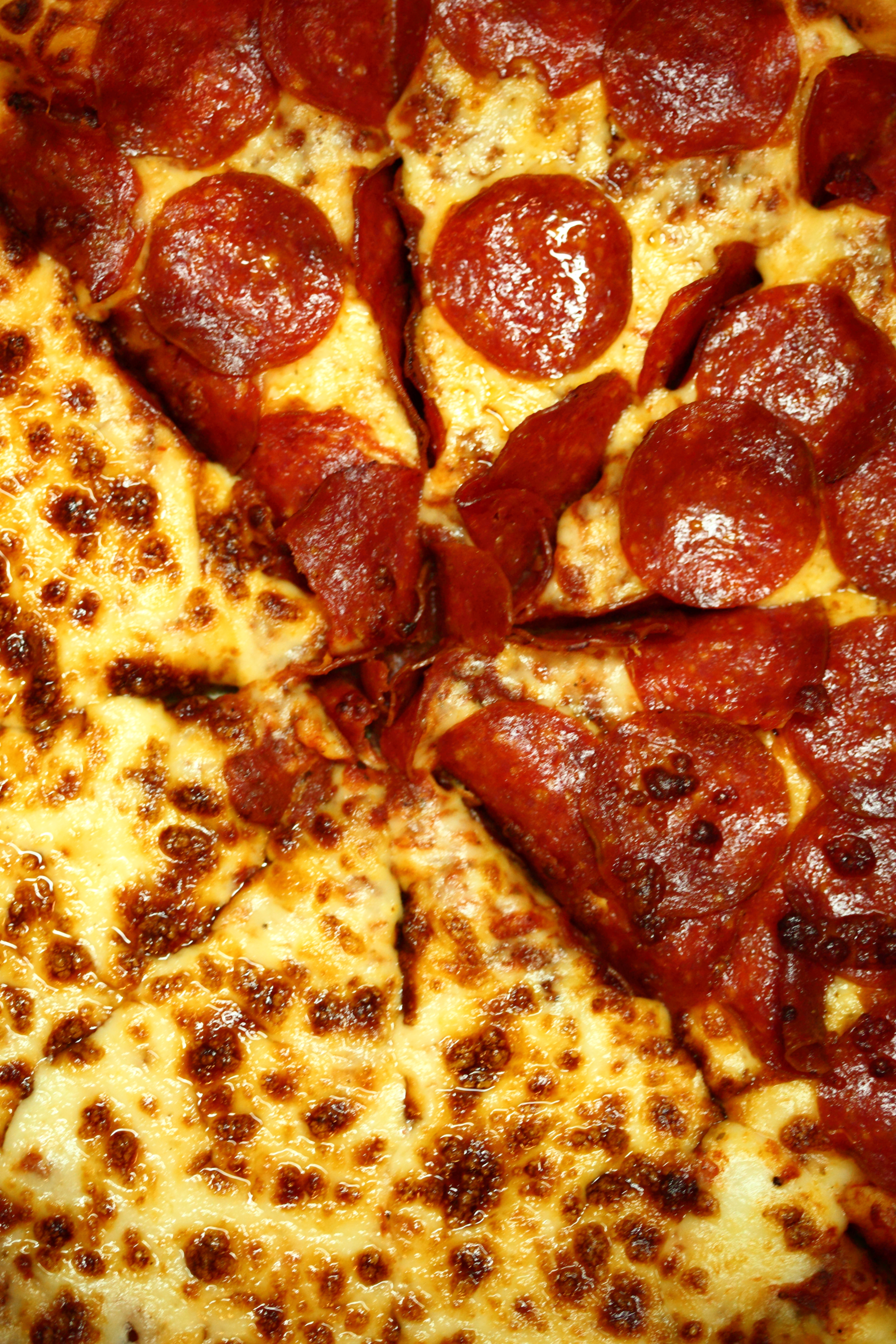
Pepperoni sur une pizza.
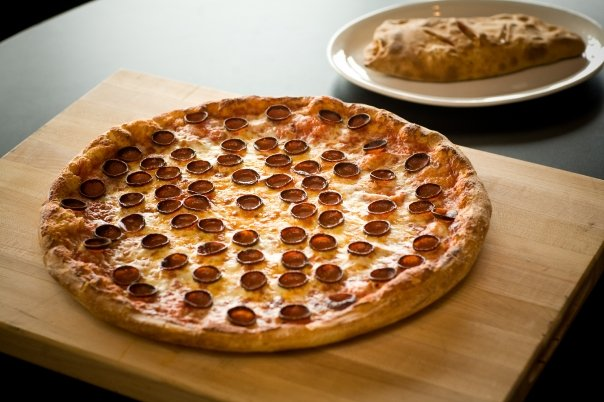
Une pizza cuite aux pepperoni.